# المتحف الحربي (عدن)

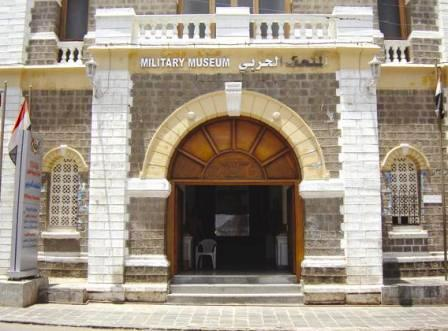
بوابة المتحف

المتحف الحربي بعدن، اليمن. يقع في شارع المتحف بمدينة كريتر.

## التاريخ والمقتنيات

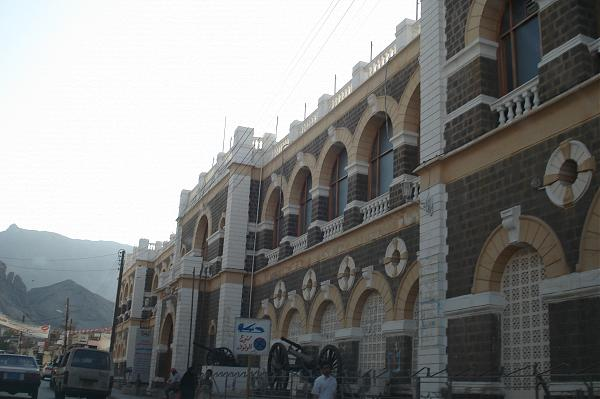
المتحف الحربي بعدن

يعود تاريخ المتحف الحربي إلى العام 1918م حيث كان مدرسة للتعليم الابتدائي (بالإنجليزية: Residency School)‏ وبعد الاستقلال عن بريطانيا وفي 22 مايو 1971 جرى تحويله إلى متحف مخصص للتراث العسكري اليمني بناء على القرار الصادر عن الرئيس سالم ربيع علي آنذاك وكان يتألف من 7 صالات.
بعد الوحدة اليمنية تم دمج هذا المتحف مع المتحف الحربي بصنعاء ضمن إدارة جديدة ثم جرت عملية ترميم له وتجهيز عام 1998 ليفتتح مرة أخرى في 2001م وقسم إلى أربعة أجنحة، كل جناح ضم عدة قاعات. جرت مؤخرا عملية إعادة تأهيل لهذا المتحف في أكتوبر 2007م. وصل عدد زوار المتحف خلال العام 2007 إلى 2008 حوالي سبعة عشر ألف زائر يمني ومائتي سائح أجنبي  كما ارتفع هذا العدد إلى حوالي 27800 سائح خلال العام 2009.
يتكون المتحف من إحدى عشرة قاعة مقسمة تاريخياً، تحوي بداخلها أكثر  من 5 آلاف قطعة أثرية تم استقطاب بعض منها من المتحف الحربي بصنعاء والأخرى من المخازن الممتلئة بالقطع الأثرية المهمة. تم تنظيم المعروضات حسب التسلسل التاريخي والزمني للوقائع والأحداث التاريخية المتعاقبة ابتداءً من العصور الحجرية وعصور ما قبل التاريخ والعصور التاريخية القديمة والعصر الإسلامي والاحتلال البريطاني ثم فترة حكم الأئمة والحركات الوطنية المعارضة لحكمهم وثورتي الـ26 من سبتمبر و14 أكتوبر ثم الوحدة اليمنية.
أبرز مقتنيات المتحف هي الأسلحة القديمة وصور الثوار ومعروضات عن تاريخ اليمن العسكري ومراحل التطوير الحديث الذي شهدتها القوات المسلحة اليمنية. كما يحتوي المتحف على نظام كمبيوتري لخزن وعرض المعلومات عن تاريخ الثورة اليمنية والمراحل المختلفة بالصورة والتاريخ والحدث. كما تحتوي معروضاته على صور وأعمال يدوية صنعها الإنسان من الحجارة قبل 6 آلاف عام قبل الميلاد.

## وصلات خارجية
دليل عدن